# وين أليوت
وين أليوت (بالإنجليزية: Win Elliot)‏ هو معلق رياضي أمريكي، ولد في 7 مايو 1915 في نوروولك في الولايات المتحدة، وتوفي في 17 سبتمبر 1998 في ويستبورت (كونيتيكت) في الولايات المتحدة.

## وصلات خارجية
- وين أليوت على موقع IMDb (الإنجليزية)